# وليم موير
ويليام موير (بالإنجليزية: William Muir) ( غلاسكو 27 أبريل 1819 – نيبال 11 يوليو 1905) مستشرق أسكتلندي وليد في غلاسكو، قام بعمل دراسات حول حياة النبي محمد والخلافة الإسلامية المبكرة. وتولى إدارة جامعة إدنبرة.